# 龍膽白泥介
龍膽白泥介（学名：Argilloecia gentianiana）为海星介科白泥介屬下的一个种。